# Московский императорский воспитательный дом
Моско́вский импера́торский воспита́тельный дом заложен в 1764 году по инициативе просветителя И. И. Бецкого как благотворительное закрытое учебно-воспитательное учреждение для сирот, подкидышей и беспризорников. Крупнейшее здание Москвы дореволюционного периода (длина фасада по набережной 379 м). Из трёх корпусов-каре в XVIII веке были выстроены только два (арх. Карл Бланк); восточный корпус завершен в XX веке (арх. И. И. Ловейко). В XIX веке расширением Воспитательного дома заведовали архитекторы И. Д. Жилярди и Доменико Жилярди, А. Г. Григорьев, М. Д. Быковский. До 2015 года в зданиях Воспитательного дома базировались Военная академия РВСН и Российская академия медицинских наук. Ансамбль зданий, входивших в комплекс воспитательного дома, является памятником архитектуры XVIII—XX веков.

## История строительства
Воспитательный дом учреждён на основании «Генерального плана», составленного И. И. Бецким и утверждённым Екатериной II 1 сентября 1763. Под строительство был отдан т. н. Васильевский луг — обширный участок между Солянкой и рекой Москвой, ограниченный с запада Китайгородской стеной, а с востока стеной Белого города, упразднённого в 1760. На нём располагались Гранатный двор, Устьинские бани и мелкие постройки.
Для строительства была организована открытая подписка; императрица передала в фонд 100 тысяч рублей единовременно и подписалась на ежегодные отчисления в 50 тысяч. Крупнейший частный жертвователь, П. А. Демидов, передал на учреждение Родильного института при Воспитательном доме 200 тысяч рублей. Бецкой лично внёс 162995 рублей.
Демидовъ здѣсь живётъ, Кой милосердiя примѣръ даётъ,
 Свидѣтель въ томъ — Несчастный домъ.
 — Московские ведомости, 1772, «Вывеска к жилищу Прокофия Акинфиевича Демидова»
По проекту, составленному Карлом Бланком при участии Ю. М. Фельтена, вдоль берега реки Москвы должны были быть выстроены три замкнутых корпуса-каре с обширными внутренними дворами: западный для мальчиков, восточный для девочек, и соединяющий их центральный (корделож, фр. corps de logis). Торжественная закладка состоялась 21 апреля 1764.
Екатерина II, императрица и самодержица всероссiйская, для сохраненiя жизни и воспитанiя въ пользу общества въ бѣдности рождённыхъ младенцевъ, а притомъ и въ прибѣжище сирыхъ и неимущихъ родильницъ, повелѣла соорудить сiе зданiе, которое заложено 1764 г. апрѣля 21-го дня — Закладная доска Воспитательного дома
Западное каре было завершено в 1767, главный корпус — в 1771—1781. В 1795—1797 был замощён проезд по Москворецкой набережной, в 1801—1806 устроена её пологая гранитная облицовка. Помимо основного здания, Воспитательный дом прирастал административными зданиями по Солянке. Пост главного архитектора в конце XVIII века перешёл к династии Жилярди — вначале к И. Д. Жилярди, а с 1817 года — к его более известному сыну, Доменико (Дементию Ивановичу), который совместно с А. Г. Григорьевым выстроил украшение Солянки — здание Опекунского совета. В комплекс Воспитательного дома также входит бывшее Николаевское сиротское училище и въездные ворота с Солянки со скульптурами И. П. Витали.
При пожаре 1812 года Воспитательный дом оказался практически в центре огня — к западу и северу полностью выгорел Китай-город, к востоку — Яузская часть города. Сам же главный корпус отстояли от пожара служители, оставшиеся в оккупированной Москве под руководством И. А. Тутолмина (1752—1815) для ухода за сиротами (их оставалось около 600 человек, общая численность находящихся в доме людей с учётом персонала составляла 1125 человек.) и оставленными в здании ранеными. По французским источникам, Тутолмину также помогали 13 французских жандармов; уходя из города, Наполеон передал на попечение Тутолмина французских раненых и больных в количестве около 3000 человек, из которых около 2000 умерли. Трупы хоронили у Китайгородской стены, кидали в колодцы.
Сей памятник воздвигнули ему супруга, его благодарные подчинённые и те из посторонних лиц, которые в 1812 году пользовались его попечением и спасены от гладной и насильственной смерти. Во время неприятельского вторжения 1812 года, среди пожаров, грабежей и убийств, сохранил он человеколюбивое заведение воспитательный дом с питомцами и служащими; при оном давал в нём пристанище несчастным жителям столицы и с ними разделял последнюю свою пищу— Надгробие И. А. Тутолмина, 1815
В октябре 1826 года Николай I передал Московскому Воспитательному Дому каменные корпуса, оставшиеся после пожара 1812 года от бывшего Слободского дворца на Яузе. Здания эти к 1830 году были перестроены известным московским архитектором Д. И. Жилярди, с прикупкой части смежной земли у соседних владельцев, для Ремесленного учебного заведения Императорского Московского Воспитательного Дома — в будущем Императорского Московского технического училища.
После революции 1917 года приют был ликвидирован, а здания Воспитательного дома заняты профсоюзными учреждениями. В 1920-е гг. были перепланированы помещения главного здания. Тогда же по проекту архитектора И. А. Иванова-Шица вокруг владения была возведена новая ограда.
В начале 1950-х годов над зданием Воспитательного дома нависла угроза уничтожения. Старые архитекторы рассказывают, что Сталин планировал построить на этом месте ещё одно высотное здание. Предположительно, архитектор И. И. Ловейко добился того, чтобы вместо новой высотки был построен второй корпус каре по первоначальному проекту. В 1960-х годах Ловейко завершил этот проект. Возведенный второй «квадрат» в целом повторяет основные формы оригинала.
- Воспитательный дом. 1820-е годы. ГНИМА.
- Воспитательный дом. Генеральный план. Нач. XX в. РГАДА.
- Воспитательный дом. Главный корпус. Фасад и разрез. Поэтажные планы. XVIII век. РГАДА.
- Воспитательный дом. План местности. 1800-е годы. РГАДА.

## История деятельности
Одним из первых российских высочайших правовых актов, посвященных государственной заботе о незаконнорождённых детях, был указ Петра I от 31 января 1712 года «Об учреждении во всех губерниях гошпиталей». Указ предписывал:
«учинить… пріемъ незазрительной и прокормленіе младенцамъ, которые не отъ
законныхъ женъ рождены, дабы вящшаго грҍха не дҍлали, сирҍчь убивства».
4 ноября 1715 года Петром I был издан указ «О сделании в городах при церквах гошпиталей для приему и содержания незаконнорождаемых детей». Согласно указу, следовало «в Москве и других городах… сделать гошпитали», «изобрать искусных жен для сохранения зазорных младенцов, которых жены и девки рождают беззаконно». В обоих указах содержалась ссылка на опыт новгородского архиерея Иова, основавшего в 1706 году первый в России воспитательный дом — приют для подкидышей и незаконнорождённых, созданный в упразднённом монастыре.
В самый день закладки в ещё не построенный Воспитательный дом (учреждённый 1 сентября 1763 года) принесли 19 младенцев; первые двое, нареченные в честь высочайших покровителей Екатериной и Павлом, вскоре умерли. Проблемы с поиском кормилиц для новорожденных заставили администрацию пристраивать их на время в приёмные семьи. Сократить детскую смертность это не помогло — из 40 669 младенцев, принятых в 1764—1797 годах, умерли 35 309 (87 %, Волкевич, гл. II), так как большинство детей, попадавших в Воспитательный дом, были тяжело больны.
С самого основания Воспитательного дома важное значение придавалось медицинским аспектам деятельности учреждения. Согласно Генеральному плану «О начальниках и служителях Воспитательного дома», в Воспитательном доме предусматривался штат медицинских работников, состоящий из докторов, лекарей и повивальных бабок. Таким образом, Императорский Московский воспитательный дом по праву можно считать колыбелью российской педиатрии.
Воспитательный дом управлялся Опекунским советом и финансировался частными пожертвованиями (в том числе от имени монархов и великих князей) и налогами — четвертью сбора с публичных позорищ и особым налогом на клеймение карт. Все игральные карты, продаваемые в России, облагались налогом в пять копеек с колоды российского производства и десять — с заграничных, принося 21 тысячу рублей в 1796 и 140 тысяч в 1803. С 1819 до 1917 Воспитательный дом обладал монополией на производство карт, которые выпускала только принадлежавшая ему Александровская мануфактура в Петербурге.
С 1772 Опекунский совет также управлял банковскими учреждениями — Ссудной, Сохранной и Вдовьей казнами, ставшими в XIX веке основным источником дохода. В том же году на средства П. А. Демидова было открыто Демидовское коммерческое училище и театральная студия антрепренёра Медокса. Дети до 11 лет обучались письменности и основам ремёсел в стенах учреждения, а с 1774 отдавались в обучение на сторонних фабриках и мастерских. Одарённые воспитанники посылались для продолжения образования в ИМУ, Академию художеств, а 180 человек были отправлены для обучения в Европу. Большинство же выпускников не имело таких привилегий — им давали одежду, один рубль денег, и паспорт свободного человека, разрешающий вступать в купечество и открывать собственные предприятия.
В 1770 году опять же по инициативе Ивана Ивановича Бецкого по образцу Московского воспитательного дома был создан Петербургский Воспитательный дом.
В 1797 году император Павел I, после смерти Бецкого, передал управление благотворительными учреждениями императрице Марии Фёдоровне, которая в течение десятилетий реорганизовала всю систему общественного призрения (в её память она до 1917 называлась Ведомство учреждений императрицы Марии). В её управление удалось снизить детскую смертность — через ограничение приёма младенцев и передачу их на воспитание в приёмные семьи. Годовой оборот банковских операций ведомства к 1826 достиг 359 миллионов рублей.
По данным проф. В. Ю. Альбицкого, на основании ряда источников, в одном из зданий московского Императорского воспитательного дома в 1799 году была организована Окружная больница «для служителей и питомцев» с родильным госпиталем и отделением для больных детей; по мнению автора, «по существу, это был первый педиатрический стационар в России» (традиционно первой в России педиатрической больницей считается Инфекционная больница № 18 имени Н. Ф. Филатова, которая была открыта 31 декабря 1834 года, недалеко от Аларчина моста в Санкт-Петербурге.
В стенах Дома обучались «..бухгалтерии, аптекарской и хирургической науке, мастерствам столярному, слесарному, каретном, кузнечному, седельному, портному, башмачному, оловянному, медному, золотому и серебряному, инструментальному, типографскому, переплётному, хлебному, токарному, часовому, гравировальному, перчаточному, галантерейному по контрактам и по разным на домашних фабриках… мужеска пола 257 человек» (Волкевич, гл. II).
От ремесленного образования Воспитательный дом постепенно перешёл к образованию общему, классическому. В 1807 году в его стенах были открыты Латинские классы, готовившие воспитанников, прежде всего, — к поступлению в Медико-хирургическую академию. Эти классы впоследствии были преобразованы в две параллельные десятилетние гимназии. Воспитанники, не имевшие способности к медицине, поступали в университет. Были открыты Повивальный институт (1800) и курсы для подготовки к поступлению на медицинский факультет Московского университета, а также Французские классы для будущих гувернанток. Те, кто не оканчивал курса в классических классах в фельдшера при Военном госпитале, в садовники — в Никитский сад, в земледельческую школу и в ремесленное учёбное заведение (ныне — МГТУ им. Н. Э. Баумана).
В XIX веке на территории Воспитательного дома жили и работали до 8 тысяч человек. Посетив Москву незадолго до смерти, Мария Фёдоровна застала Воспитательный дом перенаселённым и повелела
Во-первых, хочу я учредить вне Воспитательного Дома большие мастерские для разных ремёсел, со спальнями, со столовою и прочими потребностями, и переместить туда из Воспитательного Дома всех ремесленных воспитанников, умножив их число до 300, с тем, чтобы уже впредь не отдавать питомцев в ученье к вольным мастерам, где они лишены надлежащего за их нравственностью надзора. Очистив чрез такое перемещение ремесленных воспитанников нарочитое число отделений, в Воспитательном Доме можно будет увеличить классы воспитанниц, ныне под названием французских существующих, следовательно умножить число выпускаемых наставниц. Сверх того, полагаю я учредить два особенные отделения одно воспитанниц, приуготовляемых к званию учительниц музыки и рисования и всяких женских рукоделий, а другое воспитанников, назначаемых в учители рисования, чистописания и музык, то есть игре на фортепьяно, да особенный класс для обучения некоторого числа воспитанников архитектуре и каменных дел мастерству, с потребными для сего науками, с тем, чтобы они потом упражняемы были в практике под руководством архитектора Воспитательного Дома…— распоряжение от 5 октября 1826

### Московский Николаевский сиротский институт
В 1837 году, после смерти Марии Фёдоровны, все эти «классы» были ликвидированы, а освободившиеся обширные помещения были отданы под Николаевский институт для штаб и обер-офицерских сирот, которых оказалось много после холерных эпидемий. Николаевский институт постепенно занял почти все помещения, а Воспитательному дому, ставшему с 1837 года «временной станцией для грудных детей», остался лишь 5-й этаж.
После Октябрьской революции был упразднён и переименован во Дворец труда. Его здания занимали профсоюзы, одновременно тут располагались Дом охраны младенца и Институт акушерства, которые в 1922 году были объединены в Институт педиатрии, ставшим впоследствии НИИ педиатрии, находившийся здесь до 1962 года. В 1938 году здесь поселилась Военная академия, затем — Военная академия ракетных войск стратегического назначения имени Петра Великого (Академия РВСН), которой постепенно отошла вся территория.

## Почётные опекуны Воспитательного дома
- Аршеневский, Илья Яковлевич
- Бантыш-Каменский, Иван Николаевич
- Баранов, Николай Иванович (с 1799)
- Вырубов, Пётр Иванович
- Гагарин, Сергей Васильевич
- Голицын, Михаил Николаевич
- Голицын, Сергей Михайлович (с 1807)
- Демидов, Прокофий Акинфиевич
- Долгоруков, Михаил Иванович
- Драшусов, Владимир Николаевич (с 1868)
- Мелиссино, Иван Иванович
- Нащокин, Пётр Фёдорович
- Нелединский-Мелецкий, Юрий Александрович
- Новиков, Пётр Александрович (с 1852)
- Похвиснев, Михаил Семёнович
- Тютчев, Иван Никифорович
- Умский, Богдан Васильевич
- Штер, Матвей Петрович

### В искусстве
- Попечители Воспитательного дома — серия портретов.

## Главные надзиратели (Обер-директора, директора)
- Рост, Иван Акимович (1763—1764)
- Миллер, Герхард Фридрих (1765—1766)
- Ваккергаген, Иван Петрович (1766—1767)
- Насонов, Сергей Никитич (1768—1774)
- Эссен, Антон Иванович (1776—1778)
- Коваленский, Михаил Иванович (1778—1779)
- Гогель, Григорий Григорьевич (1779—1795)[Комм 4].
- Гаврилов, Иван Алексеевич (1795—1799)
- Тутолмин, Иван Акинфиевич (1799—1816)
- Шредер, Пётр Богданович (1816—1828)
- Шумов Иван Фёдорович (1829—1830)
- Штакельберг, Борис Борисович (1830—1835)
- Шубинский, Сергей Николаевич (1835—1837)
- Штрик, Иван Антонович (1837—1852)
- Багдадов, Исаия Егорович (1852—1859)[Комм 5][Комм 6].

с 1 января 1857 года — директор:
- Драшусов, Владимир Николаевич (1859—1868)
- Губер, Юлий Иванович (1869—1873)
- барон Фредерикс, Николай Павлович (1873—1876)
- барон Гревениц, Фёдор Александрович (1876—?)

## Известные воспитанники
- Еропкин, Иван Лаврентьевич
- Кряжев, Василий Степанович — окончил Коммерческое училище при Воспитательном доме.
- Райков, Гаврила Иванович
- Собакина, Арина Матвеевна

## Новейшая история
Главный архитектор Москвы Александр Кузьмин в интервью «Российской газете» 24 августа 2009 г. предложил разместить в здании Воспитательного дома Парламентский центр для обеих палат Федерального Собрания РФ: Совета Федерации и Государственной Думы. Инициатива эта развития не получила.
После вывода в 2016 году Академии РВСН ансамбль пустует, но находится под усиленной охраной. Любое незаконное проникновение на его территорию влечёт за собой ответственность по Статье 215.4. «Незаконное проникновение на охраняемый объект» и наказывается штрафом в размере до пятисот тысяч рублей или в размере заработной платы или иного дохода осуждённого за период до восемнадцати месяцев, либо ограничением свободы на срок до двух лет, либо лишением свободы на тот же срок. Интерьеры Воспитательного дома долгое время были недоступны для осмотра, это положение пока сохраняется.
В феврале 2017 года передан из федеральной собственности в московскую, охранное обязательство собственника или иного законного владельца объекта капитальной недвижимости утверждено приказом Департамента культурного наследия города Москвы.
В мае 2017 года Москомархитектура представила концепцию «приспособления» памятника под апартаменты и гостиницу для последующей продажи инвестору. Возражения градозащиты вызвал критичный пункт концепции — возможность светопрозрачного перекрытия западного (исторического) каре.
В июле 2017 года ансамбль выставлен на торги.
29 сентября в главном корпусе произошёл пожар, затронувший чердачные помещения.
В октябре 2017 г., по сообщению пресс-службы департамента Москвы по конкурентной политике, конкурс по продаже 33 зданий, в том числе Воспитательного дома, на Москворецкой набережной (11 га между Москворецкой набережной, ул. Солянка и Устьинским проездом) выиграло ООО «Горкапстрой-гарант». По некоторым данным, «Горкапстрой-гарант» действует в интересах структур владельца «Volga Group» Геннадия Тимченко.
В марте 2018 года в Департамент культурного наследия города Москвы поступила заявка на выдачу задания на разработку проектной документации по реставрации ансамбля Воспитательного дома.
Летом 2018 года новым владельцем девелоперской компании «Горкапстрой-гарант» стал бывший топ-менеджер «Главстроя» Артур Маркарян.
В марте 2021 началась реставрация Московского императорского воспитательного дома — идут противоаварийные работы. Реставрацией и редевелопментом Воспитательного дома занимается компания «Бецкой». Планируется, что вся территория будет открытой для граждан и интегрирована с парком «Зарядье».

## Комментарии
1. ↑  Последнюю сменило Федеральное агентство научных организаций (ФАНО России)
2. ↑  В статье Васькин А. А. Как москвичи в 1812 году Воспитательный дом отстояли // Московский журнал. — 2012. — № 4. — С. 6—15. — ISSN 0868-7110. приводятся иные данные: «Согласно ведомости, представленной Тутолминым Наполеону, на 6 сентября в Воспитательном доме находилось грудных детей обоего пола 275 человек, от года до 12 лет здоровых — 207 и от года до 18 лет больных — 104 человека… Ознакомившись со списком детей… Наполеон с весьма двусмысленной улыбкой заметил, что всех взрослых девиц успели эвакуировать».
3. ↑  Незазрительной — анонимный.
4. ↑  С 15 сентября 1780 года должность получила название Обер-директор. Но уже в 1798 году было возвращено прежнее наименование
5. ↑  С мая 1857 года вместо Главного надзирателя в штате появилась должность Директора.
6. ↑  Умер в Калуге, в чине действительного статского советника, 19 января 1887 года[18]. Ему принадлежит авторство пособия «Сокращение институций юстиниановых в вопросах и ответах, или Приуготовительное испытание в основаниях римскаго права», 1824[19].